# Sankt Ulrich am Waasen
Sankt Ulrich am Waasen ist und war eine Katastralgemeinde und – mit größerem Gebiet – eine ehemalige Gemeinde mit 787 Einwohnern (Stand: 1. Jänner 2016) im Bezirk Leibnitz im österreichischen Bundesland Steiermark. Seit 1. Jänner 2015 ist sie im Rahmen der Gemeindestrukturreform in der Steiermark mit der Gemeinde Heiligenkreuz am Waasen zusammengeschlossen, die neue Gemeinde führt den Namen „Heiligenkreuz am Waasen“ weiter.

## Geografie
Sankt Ulrich am Waasen liegt in der Steiermark.

### Gemeindegliederung
Das Gemeindegebiet umfasste zwei Ortschaften (in Klammern Einwohnerzahl Stand 1. Jänner 2024):
- Sankt Ulrich am Waasen (690)
- Wutschdorf (140)

Die Gemeinde bestand aus zwei Katastralgemeinden:
- St. Ulrich am Waasen
- Wutschdorf

## Geschichte
Die Ortsgemeinde als autonome Körperschaft entstand 1850. Nach der Annexion Österreichs 1938 kam die Gemeinde zum Reichsgau Steiermark, 1945 bis 1955 war sie Teil der britischen Besatzungszone in Österreich.

## Politik
Bürgermeister war bis zuletzt Rudolf Frühwirth ÖVP, der am 30. September 2013 Johann Kickmaier von der Bürger Liste Kickmaier abgelöst hatte. Diese Halbzeitlösung war nach den Gemeinderatswahlen 2010 vereinbart worden. Der Gemeinderat setzte sich nach den Wahlen von 2010 wie folgt zusammen:
- 3 SPÖ
- 3 Bürger – Liste – Kickmaier
- 3 ÖVP

### Wappen

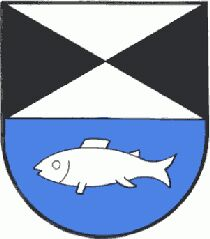
Ehemaliges Gemeindewappen

Die Verleihung des Gemeindewappens erfolgte mit Wirkung vom 1. November 1961.

Blasonierung (Wappenbeschreibung):
„Im geteilten Schild das obere Feld von Silber und Schwarz schräggeviert, das untere blaue Feld mit einem silbernen Fisch belegt.“

## Persönlichkeiten

### Ehrenbürger
- 1984: Josef Krainer (1930–2016), Landeshauptmann der Steiermark 1980–1996[5]

### Mit der Gemeinde verbunden
- Werner Koch (* 1955), Fotograf, Buchautor und Pädagoge